# 亦扎石古城
亦扎石古城，位于中国青海省贵德县尕让乡亦扎石村，为青海省市县级文物保护单位，公布日期为2001年2月19日，类型为古遗址。
亦扎石古城的历史年代为清。